# Fenestron

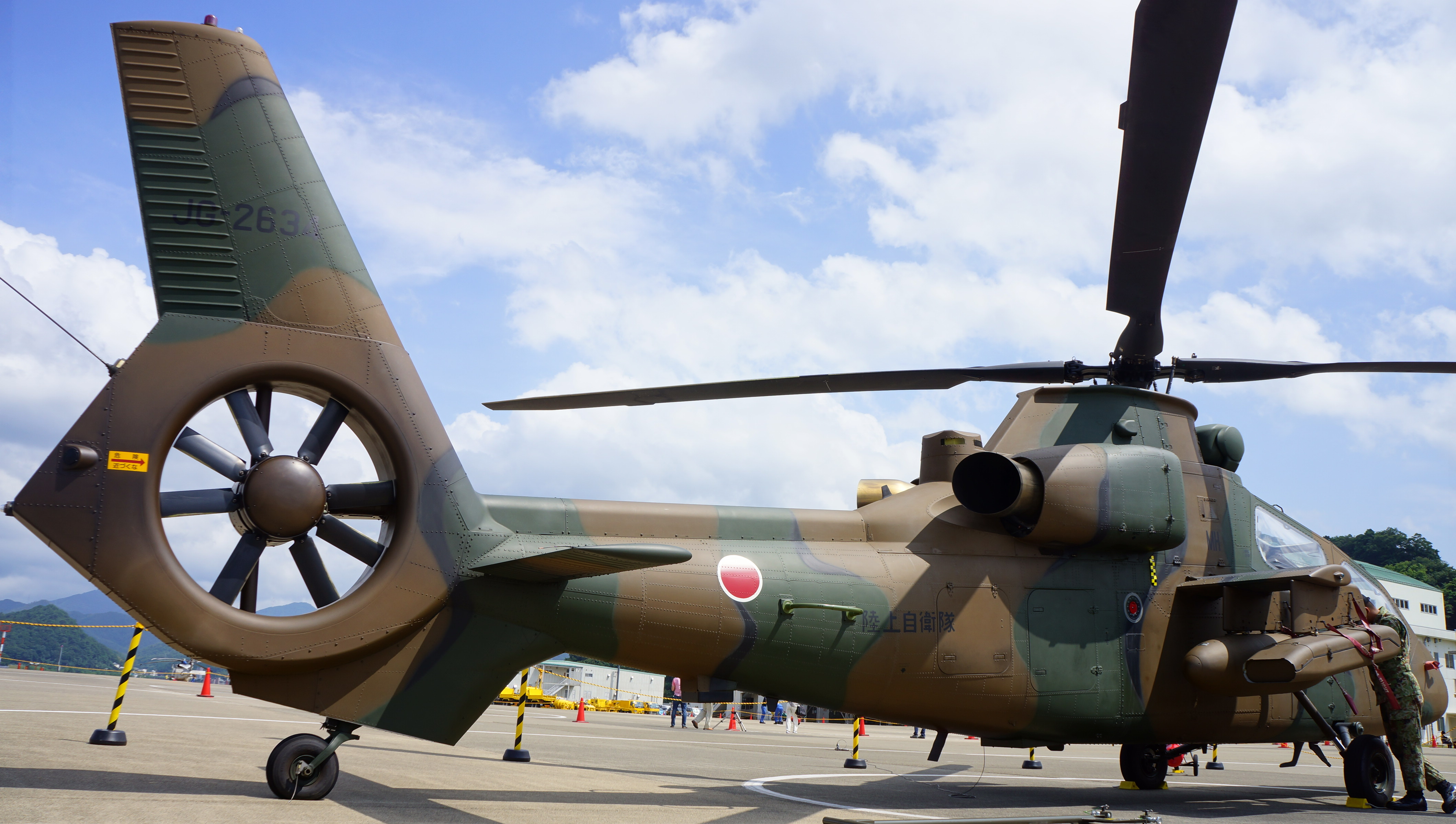
Kawasaki OH-1 mit Fenestron

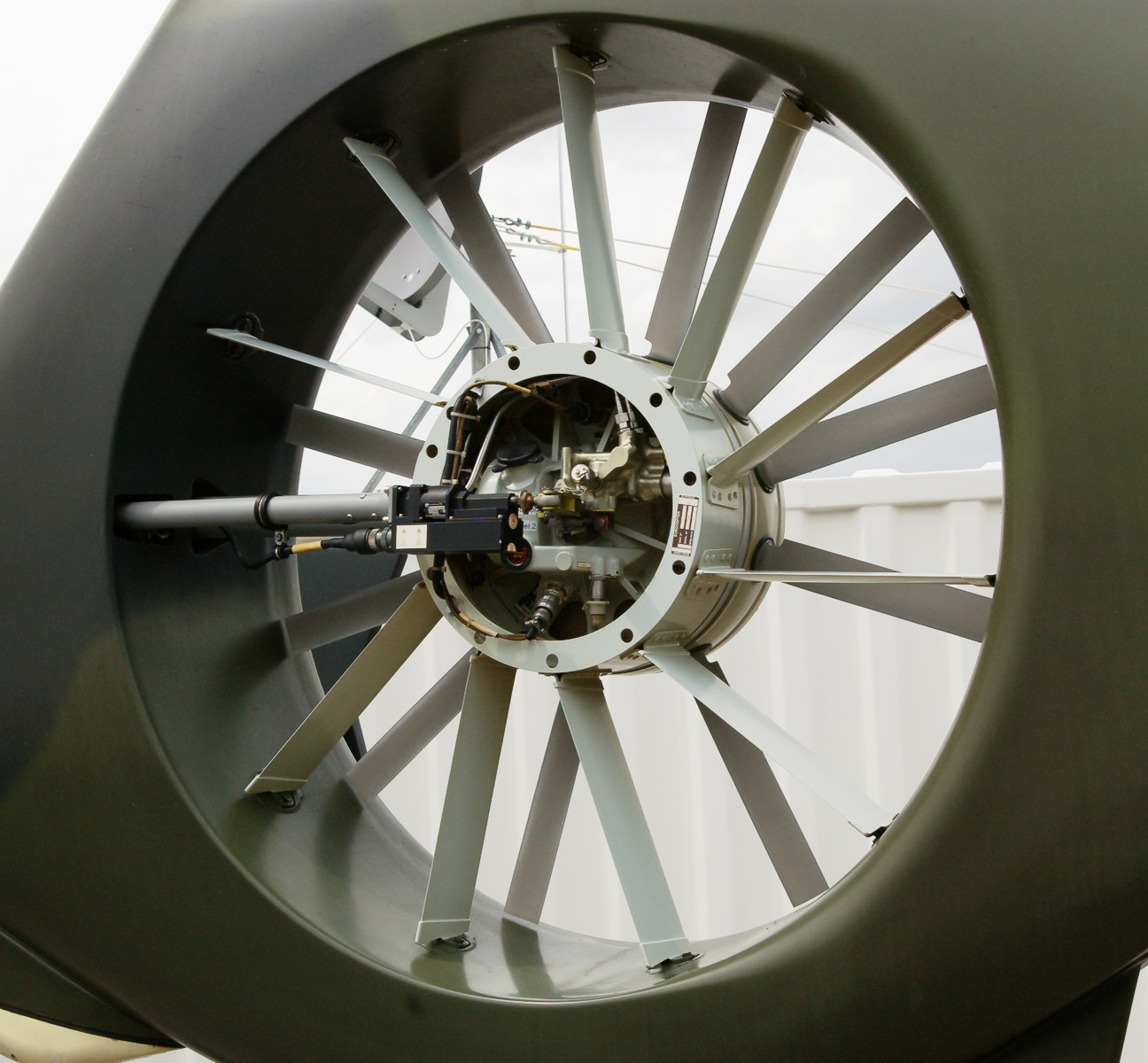
Geöffnete Verstellmechanik am Fenestron eines Eurocopter EC 135

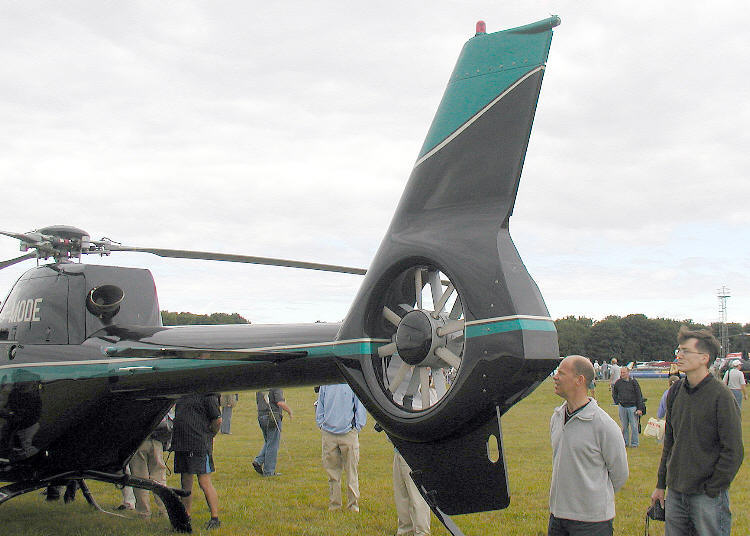
Fenestron eines Eurocopter EC 120B

Ein Fenestron ist ein gekapselter Heckrotor eines Hubschraubers mit Heckrotor-Konfiguration. Er dient zum Ausgleich des Drehmoments des Hauptrotors und ist als Mantelpropeller in den Heckausleger versenkt eingebaut. Airbus Helicopters und seine Vorläuferunternehmen setzten diese Technologie bisher am häufigsten ein. Der Fenestron wurde erstmals von Sud Aviation zum Einsatz gebracht.

## Etymologie
Der Begriff „Fenestron“ stammt vom okzitanischen Ausdruck fenestrou ‚Dachfenster, Gaube‘, was sich wiederum vom lateinischen fenestra also ‚Fenster‘ ableitet. Die Bezeichnung fenestrou hierfür geht zurück auf Paul Fabre von Sud Aviation. Der Chef der Entwicklungsabteilung von Sud Aviation, François Legrand, änderte die Bezeichnung jedoch schließlich in „Fenestron“.
„Fenestron“ ist markenrechtlich durch die – mittlerweile in Airbus Helicopters (vorher Eurocopter Group) aufgegangene – französische Firma Sud Aviation geschützt.

## Geschichte
Es gab bereits ein Patent für diese Idee von der schottischen Firma G. & L. Weir Ltd, wo es von C. G. Pullin entwickelt wurde. Im Vereinigten Königreich wurde diese im Mai 1943 unter der Nummer 572417 patentiert. Die Firma Weir war damals im Bereich Tragschrauber tätig.
Erstmals eingesetzt wurde der Fenestron-Heckrotor Ende der 1960er Jahre am zweiten Versuchsmuster der SA 340, des späteren Modells Aérospatiale SA 341 Gazelle. Im weiteren Verlauf kam die Technik öfter zum Einsatz und wurde dabei weiter verfeinert, wie bei der Aérospatiale Dauphin, als auch beim damals zunächst von der DASA entwickelten EC 135. Durch eine Fusion der Hubschraubersparten der DASA und Aérospatiale 1992 entstand Eurocopter; heute Airbus Helicopters. Außer bei Airbus Helicopters und seinen Vorgängern wurde der Fenestron bei einem neuartigen Prototyp des Sikorsky S-76 (nur B-Variante) und auch beim US-Militärhubschrauber-Projekt Boeing-Sikorsky RAH-66 Comanche verwendet, das im Jahr 2004 eingestellt wurde.
2018 hatte das Fenestron 50-jährige Premiere, weil am 12. April 1968 erstmals der zweite Prototyp der Sud Aviation Gazelle damit abhob.

## Beispiele für Hubschrauber mit Fenestron
Bekannte Modelle in etwa ihrer zeitlichen Reihenfolge:
- Aérospatiale SA 341/342 (Gazelle)
- Aérospatiale Dauphin
- Sikorsky S-76B
- Airbus Helicopters H135
- Airbus Helicopters H120 (Colibri)
- Kawasaki OH-1
- Mitsubishi MH2000
- Boeing-Sikorsky RAH-66 (Comanche)
- Kamow Ka-60/62
- Airbus Helicopters H155
- Guimbal Cabri G2
- Airbus Helicopters H145
- Harbin Z-19
- Airbus Helicopters H160
- Bell 360 (Invictus)

## Technik

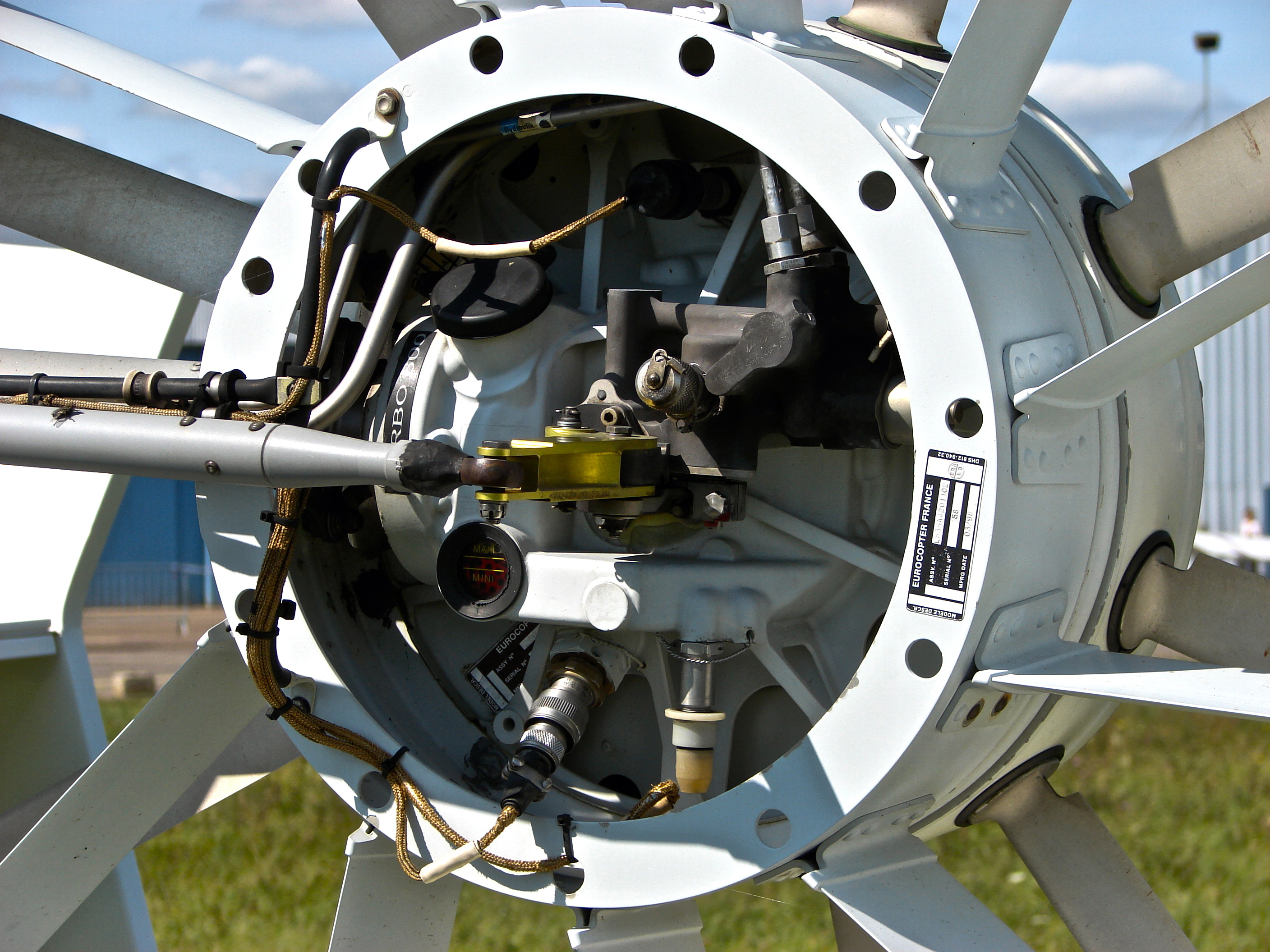
Blick in das Innere der Blattwinkelsteuerung eines Fenestrons

Während herkömmliche Heckrotoren maximal 6 Rotorblätter besitzen, haben Fenestrons zwischen 8 und 18 Blättern. Diese sind teils in variierendem Abstand angeordnet, damit der Betriebslärm über mehrere Frequenzen verteilt wird und damit insgesamt leiser erscheint. Bei kleinerem Durchmesser wird der Fenestron mit höherer Drehzahl als ein normaler Heckrotor betrieben.
Vorteile
- Höhere Sicherheit für Personen am Boden, da drehende Heckrotoren zu den größten Gefahrenquellen beim Hubschrauber zählen[5]
- Größere Bodenfreiheit des Heckauslegers und eine geringe Anfälligkeit gegenüber Fremdkörpern, bei militärischen Hubschraubern auch gegenüber Beschuss
- Geräuschentwicklung stark reduziert, da die Blattspitzen nicht frei umlaufen; dies und die höhere Blattanzahl führen auch zu geringeren Vibrationen
- Kleinerer Radius bei gleichem Schub und gleicher Leistung aufgrund der Strahlaufweitung durch die Geometrie der Ummantelung
- Hubschrauber, bei denen ein Fenestron das Giermoment ausgleicht, sind aufgrund der großflächigen Ummantelung der Heckrotorblätter weitestgehend unanfällig gegen die Entstehung eines Wirbelringstadiums am Heckrotor.

Nachteile
- Höheres Gewicht durch die Kapselung, daher eignet es sich eher für kleinere und mittelgroße Typen, es wäre bei großen Hubschraubern zu schwer
- Höherer Bauaufwand
- Höherer Energiebedarf durch die geringere Größe
- Abschirmung des Heckrotors bei schnellem Vorwärtsflug (führt zu einer Reduktion der Wirksamkeit)
- Höherer Drallverlust durch Wirbel im Abstrom, daher sind zusätzlich Drallausgleichsstatoren eingebaut